# Робертсон (округ, Техас)
Округ Робертсон (англ. Robertson county) — округ штата Техас Соединённых Штатов Америки. На 2000 год в нем проживало 16 013 человек. По оценке бюро переписи населения США в 2009 году население округа составляло 15 706 человек. Окружным центром является город Франклин.

## История
Округ Робертсон был сформирован в 1837 году. Он был назван в честь Стерлинга Клэкка Робертсона, основателя колонии в раннем Техасе.

## География
По данным бюро переписи населения США площадь округа Робертсон составляет 2242 км², из которых 2213 км² — суша, а 29 км² — водная поверхность (1,28 %).

### Основные шоссе
- Шоссе 79
- Шоссе 190
- Автострада 6
- Автострада 7

### Соседние округа
- Лаймстон  (север)
- Лион  (северо-восток)
- Бразос  (юго-восток)
- Берлесон  (юг)
- Майлам  (юго-запад)
- Фолс  (северо-запад)